# Apodemia palmerii
Apodemia palmerii is een vlindersoort uit de familie van de prachtvlinders (Riodinidae), onderfamilie Riodininae.
Apodemia palmerii werd in 1870 beschreven door W. Edwards.